# Vista de la vall de Yosemite, riu avall
Vista de la vall de Yosemite, riu avall és un llenç d'Albert Bierstadt, el títol original del qual en anglés és Looking Down the Yosemite Valley, California. Està datat l'any 1865, i actualment es troba al Birmingham Museum of Art, Birmingham (Alabama). Albert Bierstadt fou un membre destacat de l'anonenada Rocky Mountains School, una branca de l'Escola del Riu Hudson.

## Introducció
L'any 1859, Albert Bierstadt havia realitzat una primera expedició, acompanyant a Frederick W. Lander, a l'Oest dels Estats Units, en la qual va tenir ocasió de contemplar les muntanyes Rocoses. A L'estiu del 1863, Bierstadt va viatjar per segon cop, aquesta vegada amb l'escriptor Fitz Hugh Ludlow, al llarg de la costa oest d'Amèrica del Nord. Van fer expedicions des del Panamà fins Oregon, i durant el viatge Bierstadt va fer estudis en plenairisme a diversos indrets de la Sierra Nevada.
Yosemite és un espectacular congost excavat a través de roques de granit per antigues glaceres i pel rio Merced, formant parets de centenars de metres gairebé verticals. Al fons de la vall, el riu forma meandres i petits llacs, amb una luxuriosa vegetació de prats, arbres caducifolis i perennes.

## Anàlisi de l'obra
Aquest llenç fou la primera obra de gran format que Bierstadt va realitzar sobre la vall de Yosemite. Aquesta pintura està basada en varis esbossos realitzats durant una estança de set setmanes a aquest indret, en l'esmentat segon viatge. Cal distingir aquest llenç d'un altre, que representa la visió oposada d'aquest mateix indret, aproximadament des d'el mateix lloc, i que està titulat "Looking up the Yosemite Valley"
La imatge queda emmarcada a la dreta per El Capitán -una paret de 914 metres-, i per Sentinel Rock a l'esquerra. La resplendor del capvespre irradia sobre les formacions glacials, amb els "pinacles" de la Middle Cathedral Rock al fons, darrera la boira. Per tal de transmetre la grandiositat de la vall, Bierstadt va escollir un punt elevat sobre el Riu Merced, que li va permetre representar un vast espai esquitxat d'arbres, empetitits pels penya-segats, assolint una visió que correspon a la sensació de l'observador, però no a les proporcions reals de l'indret.